# Антим VI Константинополски
Антим VI Константинополски (на гръцки: Άνθιμος ΣΤ΄) е православен духовник, три пъти вселенски патриарх в Цариград: 16 декември 1845 до 30 октомври 1848 г., от 6 октомври 1853 до 3 октомври 1855 г. и от 17 септември 1871 до 12 октомври 1873 г.

## Биография
Роден е на остров Кутали с фамилията Йоанидис (Ἰωαννίδης). Приема монашество на Света гора. Служи като протосингел на Деркоската митрополия, след това през ноември 1829 година е избран за митрополит на Сярската епархия. През юни 1833 година оглавява Бурсенската епархия. На престола в Бурса остава до април 1834 година, когато е преместен в Ефеската епархия.
На 4 декември 1845 година (стар стил) е избран за константинополски патриарх. На 18 октомври 1848 година е принуден да подаде оставка от Високата порта. Оттегля се в цариградския квартал Хаскьой (Пикриди). На 24 септември 1853 година за втори път е избран за вселенски патриарх. Отново е принуден да подаде оставка на 21 септември 1855 година. За трети път е избран за вселенски патриарх на 5 септември 1871 година. При третото си управление свиква събора в Цариград, който осъжда етнофилетизма и обявява за схизматична Българската екзархия. На 30 септември 1873 година подава оставка поради старост. Умира на 8 декември 1877 година в Кандили на Босфора.